# عمی موسی
عمی موسی (به عربی: عمی موسی) یک شهرداری در الجزایر است که در استان غلیزان واقع شده‌است.

## خصوصیات
عمی موسی ۲۸٬۹۶۲ نفر جمعیت دارد.